# Many Men (Wish Death)
«Many Men (Wish Death)» — четвертий трек з дебютного студійного альбому американського репера 50 Cent Get Rich or Die Tryin'. Зведення: Eminem, Стів Кінґ на 54 Sound (Детройт, штат Мічиган). Запис: Ша Мані XL на Teamwork Studios (Лонґ-Айленд, Нью-Йорк). Як семпл використано «Out of the Picture» у виконанні Tavares.
Хоча пісню й не видали синглом, вона потрапила до чарту. На композицію існує кліп. Режисер: Джессі Терреро. На початку відео грає «Don't Push Me».
На тлі замаху на Дональда Трампа стріми збільшилися у 250 % через використання пісні в мемах та коротких відео.

## Чартові позиції
| Чарт (2003)                           | Найвища позиція |
| ------------------------------------- | --------------- |
| US Bubbling Under R&B/Hip-Hop Singles | 11              |